# Colonna Vendôme

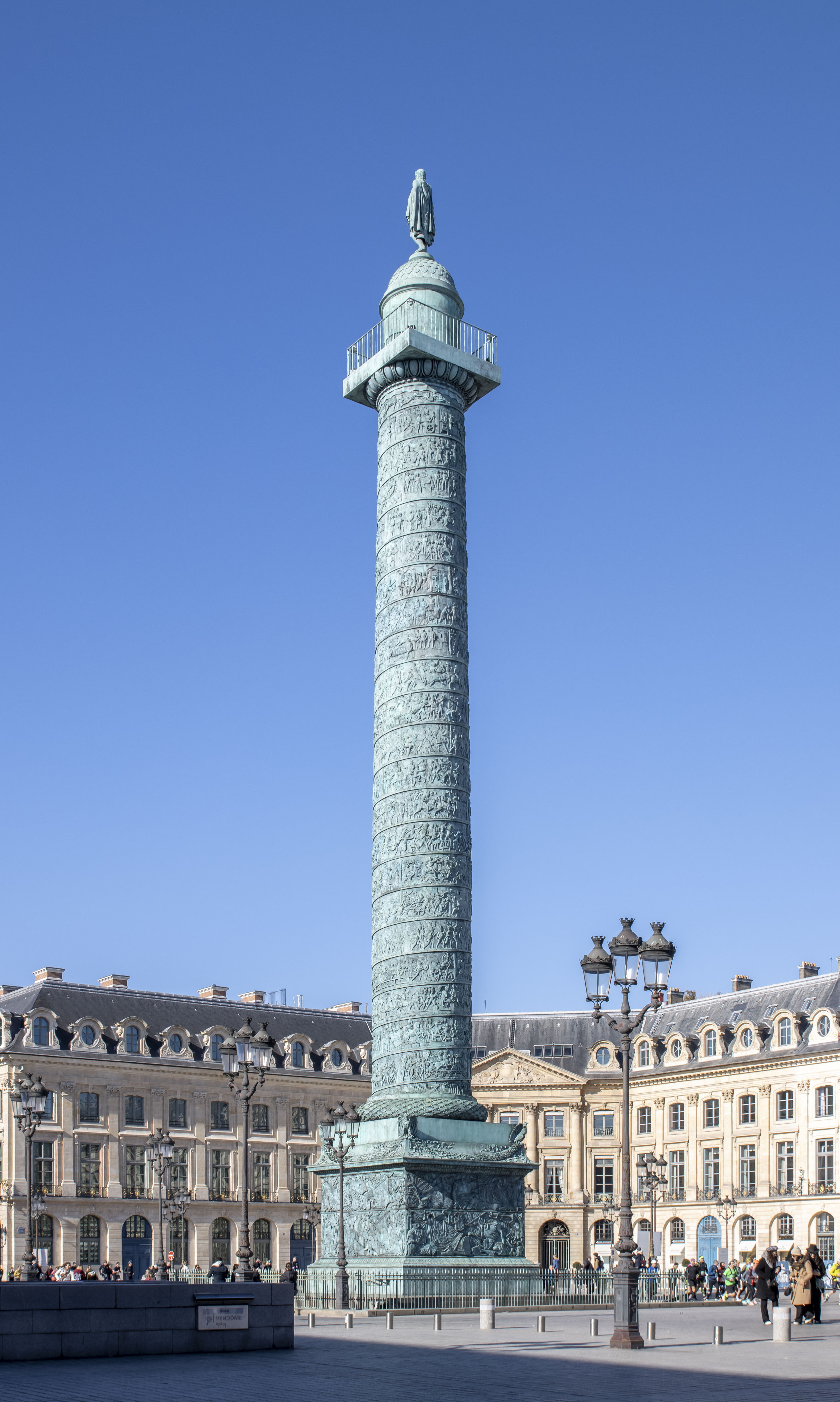
La colonna nel 2022

La Colonna Vendôme è una colonna coclide di Parigi situata al centro di piazza Vendome, nel I arrondissement. Nel corso degli anni assunse diversi nomi: "colonna d'Austerlitz", poi "colonna della Vittoria", prima di diventare "colonna della Grande Armata". È stata fatta erigere per celebrare la vittoria di Austerlitz, su modello della Colonna Traiana a Roma.

## Descrizione

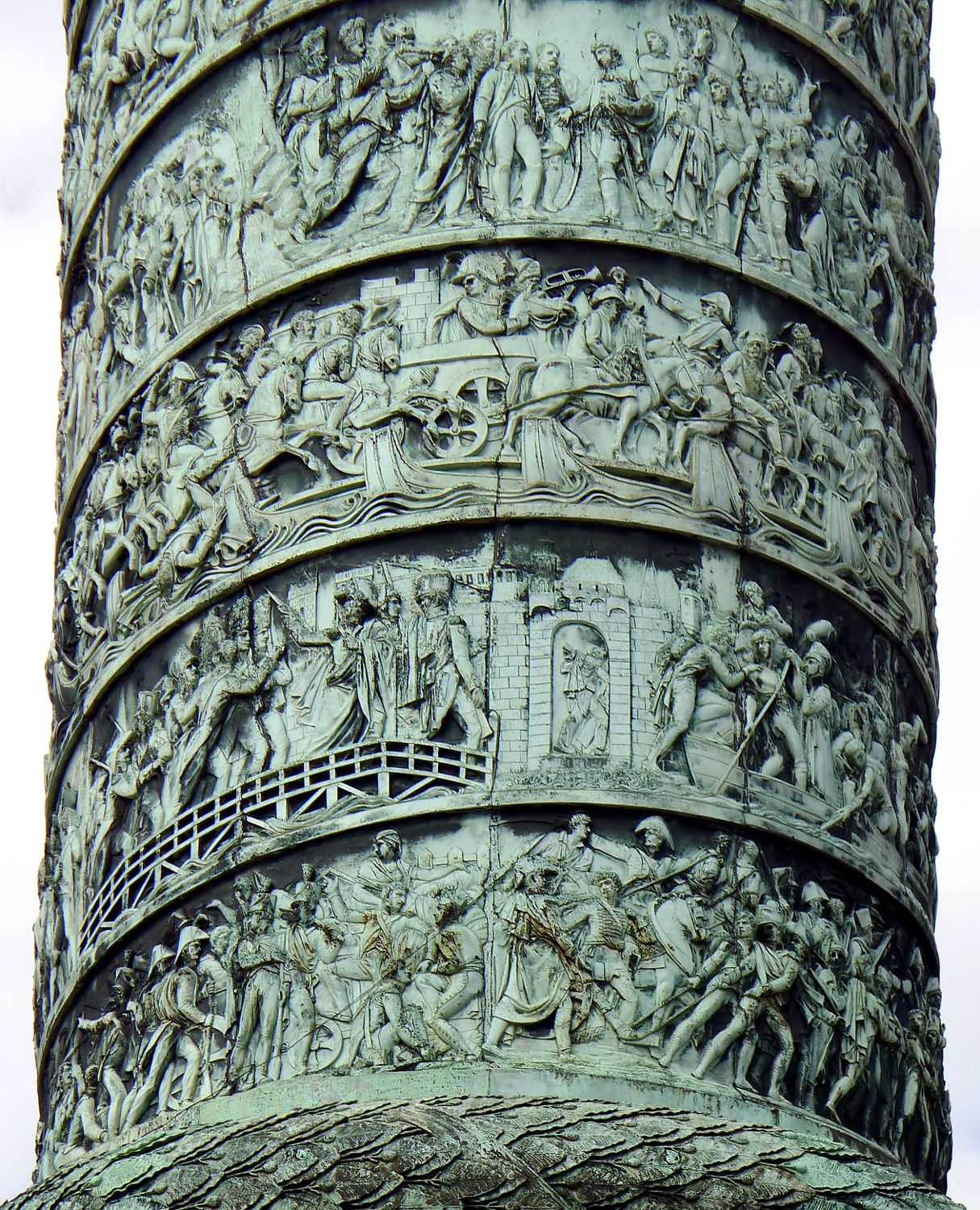
Dettaglio del fregio

È una colonna di bronzo alta 44 metri e con un diametro medio di circa 3,60 metri, posata su un basamento in porfido di Algajola e sormontata da una statua di Napoleone.
Il suo fusto, formato da 98 tamburi di pietra, è ricoperto da una spirale in bronzo fusa con 1200 cannoni presi alle armate russe e austriache (numero senza dubbio propagandistico, gli storici calcolano circa 130 cannoni presi ad Austerlitz) e decorato da bassorilievi raffiguranti trofei e scene di battaglie.  La spirale, lunga 280 metri e composta da 425 lastre di bronzo, fu disegnata da Pierre Bergeret ed eseguita da una squadra di scultori composta tra l'altro da Louis Boizot, François Joseph Bosio, Lorenzo Bartolini, Claude Ramey, François Rude, Clodion e Henri-Joseph Rutxhiel. Una scala interna permette d'accedere a una piattaforma situata sotto la statua. I Bronzi della colonna vennero fusi con la tecnica della colata in sabbia da J.B.Launay D'Avranches (la relazione è pubblicata nel "Manuel du fondeur sur tous metaux ecc" manuale Roret, Parigi 1827)

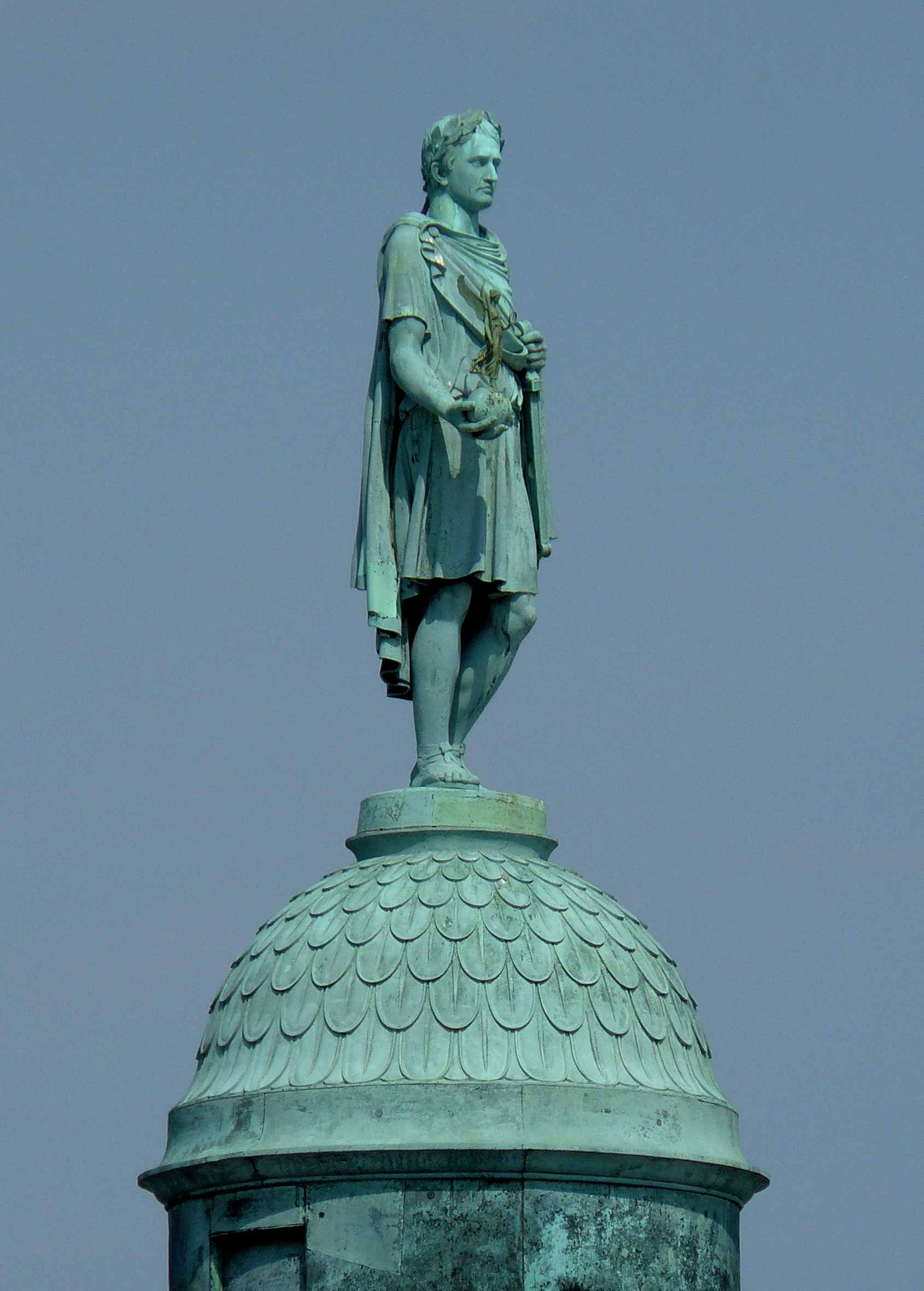
Auguste Dumont, Napoleone I come imperatore romano, 1863, bronzo

La statua attualmente collocata sulla sommità risale al secondo impero ed è opera dello scultore Auguste Dumont. Essa rappresenta Napoleone nelle vesti di Giulio Cesare, drappeggiato in una toga corta e che porta come attributi della sua gloria il gladio, la vittoria alata e la corona imperiale di alloro.

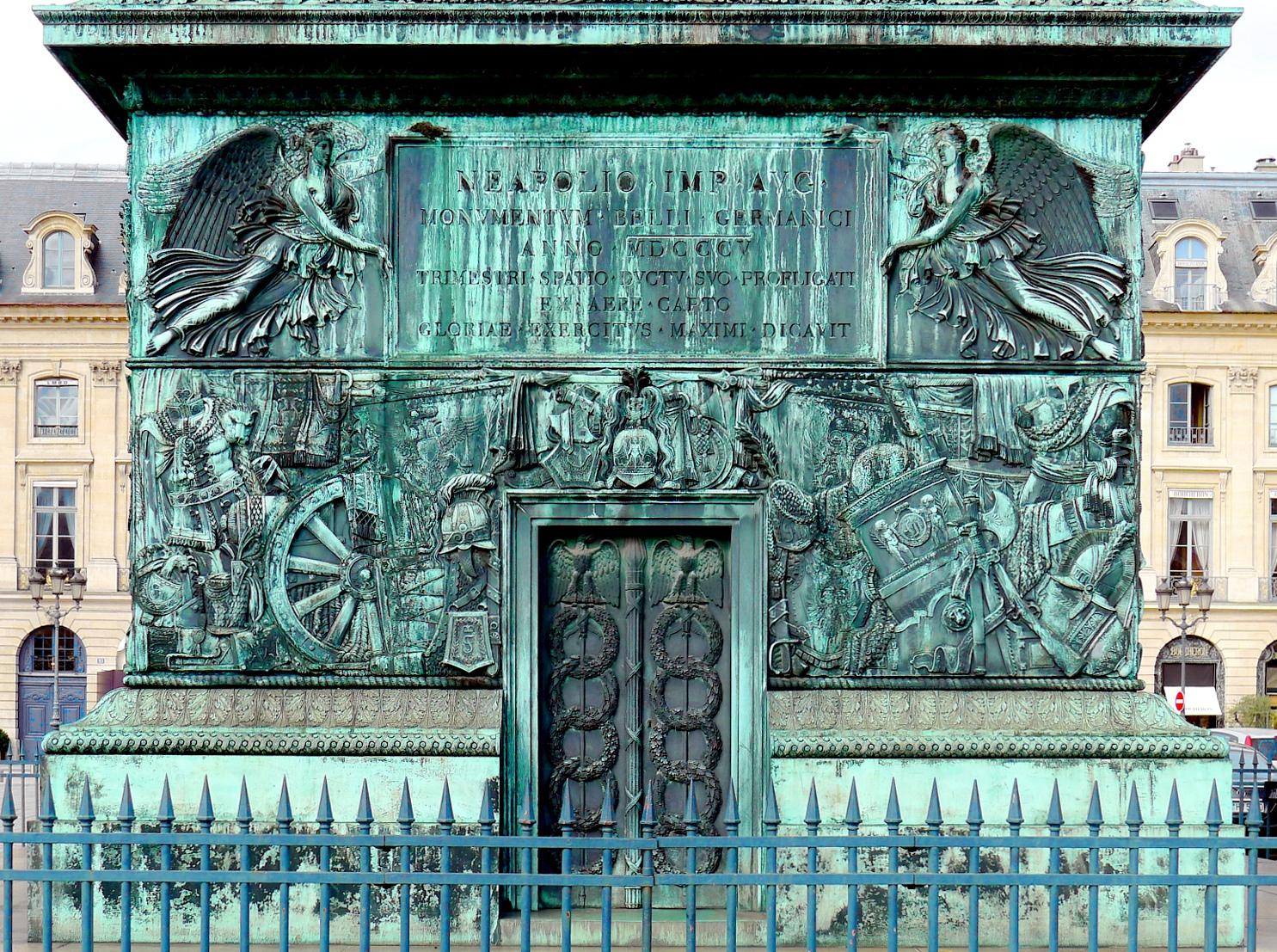
Il piedistallo

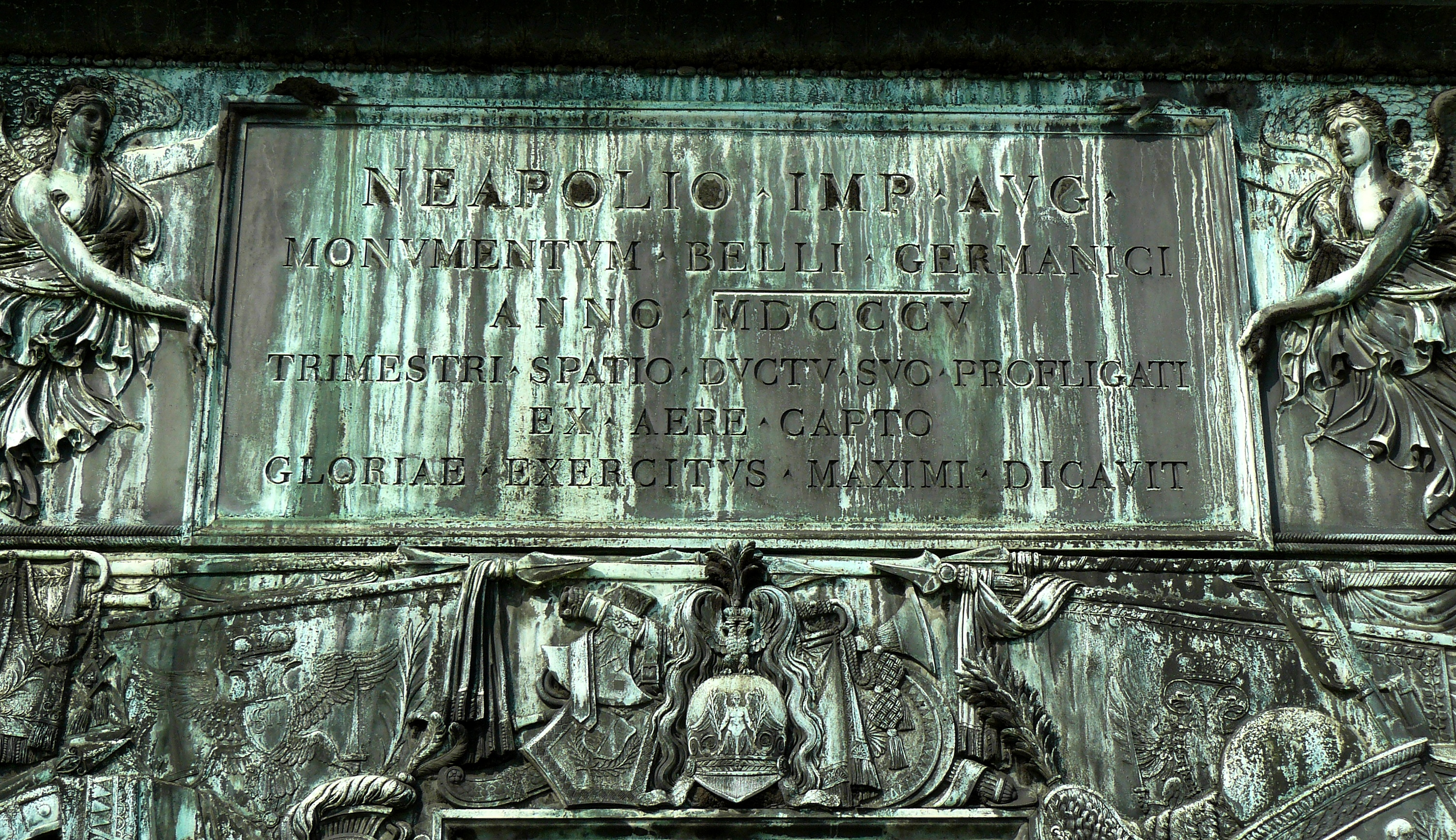
L'iscrizione

Sul piedistallo, sopra l'ingresso del lato sud, è riportata la seguente iscrizione:
ANNO MDCCCV TRIMESTRI SPATIO DVCTV SVO PROFLIGATI EX AERE CAPTO GLORIAE EXERCITVS MAXIMI DICAVIT»

## Storia
La place Vendôme, voluta da Luigi XIV, e disegnata da Jules Hardouin Mansart e aveva al suo centro una statua equestre del Re Sole. La piazza era denominata piazza Luigi il Grande. Nel 1792 i rivoluzionari distrussero la statua, simbolo del potere reale.
Nel 1800 un decreto prende in considerazione la costruzione di una colonna, nel capoluogo di ogni dipartimento, e dedicata ai prodi del dipartimento. A Parigi, il 20 marzo (29 Ventoso anno VIII) Bonaparte Primo Console decise di far erigere una colonna nazionale in place de la Concorde, dedicata alla Nazione e una dipartimentale in place Vendôme. La colonna nazionale non fu mai costruita, per quella progettata per la place des Piques (o Vendôme) fu posata solo la prima pietra il 14 luglio 1800 (25 Messidoro Anno VIII) da Luciano, fratello di Napoleone Bonaparte e ministro dell'Interno e non fu portata a termine. L'idea fu ripresa nel 1803 dal Primo Console che confermò l'erezione di una colonna in place Vendôme «come quella innalzata a Roma, in onore di Traiano», ornata di 108 simboli dei dipartimenti disposti in spirale e sormontata dalla statua di Carlo Magno. In un primo tempo dedicata alla Gloria del Popolo Francese, la colonna diventerà ben presto alla gloria di Napoleone. Ma la costruzione fu lenta e bisognò attendere il 1805 e la fusione dei 1200 cannoni presi al nemico (in totale 180 tonnellate) perché il progetto, rilanciato da Vivant Denon, procedesse. Compiuta nel 1810 e dedicata alla gloria delle armate vittoriose, la colonna fu denominata  colonna della Grande Armata. Una statua di Napoleone in veste cesarea dello scultore Antoine-Denis Chaudet (1763-1810) fu posta sulla sommità.
Nel 1814 la statua fu tolta dalle truppe alleate che occupavano Parigi e sostituita da una bandiera bianca ornata da gigli durante la Restaurazione. Nel 1818, la statua fu fusa per realizzare la statua equestre di Enrico IV sul Pont Neuf.
Durante la monarchia di Luglio una nuova statua dell'imperatore, il Piccolo Caporale, opera di Charles Émile Seurre, oggi agli Invalides, viene collocata sulla sommità della colonna il 21 giugno 1833, alla presenza di Luigi Filippo, preoccupato di procurarsi un po' della gloria dell'Impero. L'effigie misura 3,50 metri di altezza. Napoleone III, ritenendo che questa preziosa statua fosse in pericolo sulla sommità della colonna, la fece togliere e sostituire con una copia della prima statua in abito da imperatore romano di Chaudet, realizzata dallo scultore Auguste Dumont. È questa statua, ripristinata, che si può vedere oggigiorno. Con la sola differenza che Chaudet aveva rappresentato l'Imperatore che reggeva con la sua mano sinistra il globo della vittoria e la sua spada era impugnata dalla mano destra, mentre Dumont ha rappresentato Napoleone che impugna con la sua mano sinistra la spada e il globo della vittoria è sostenuto dalla sua mano destra.

### Abbattimento e ricostruzione

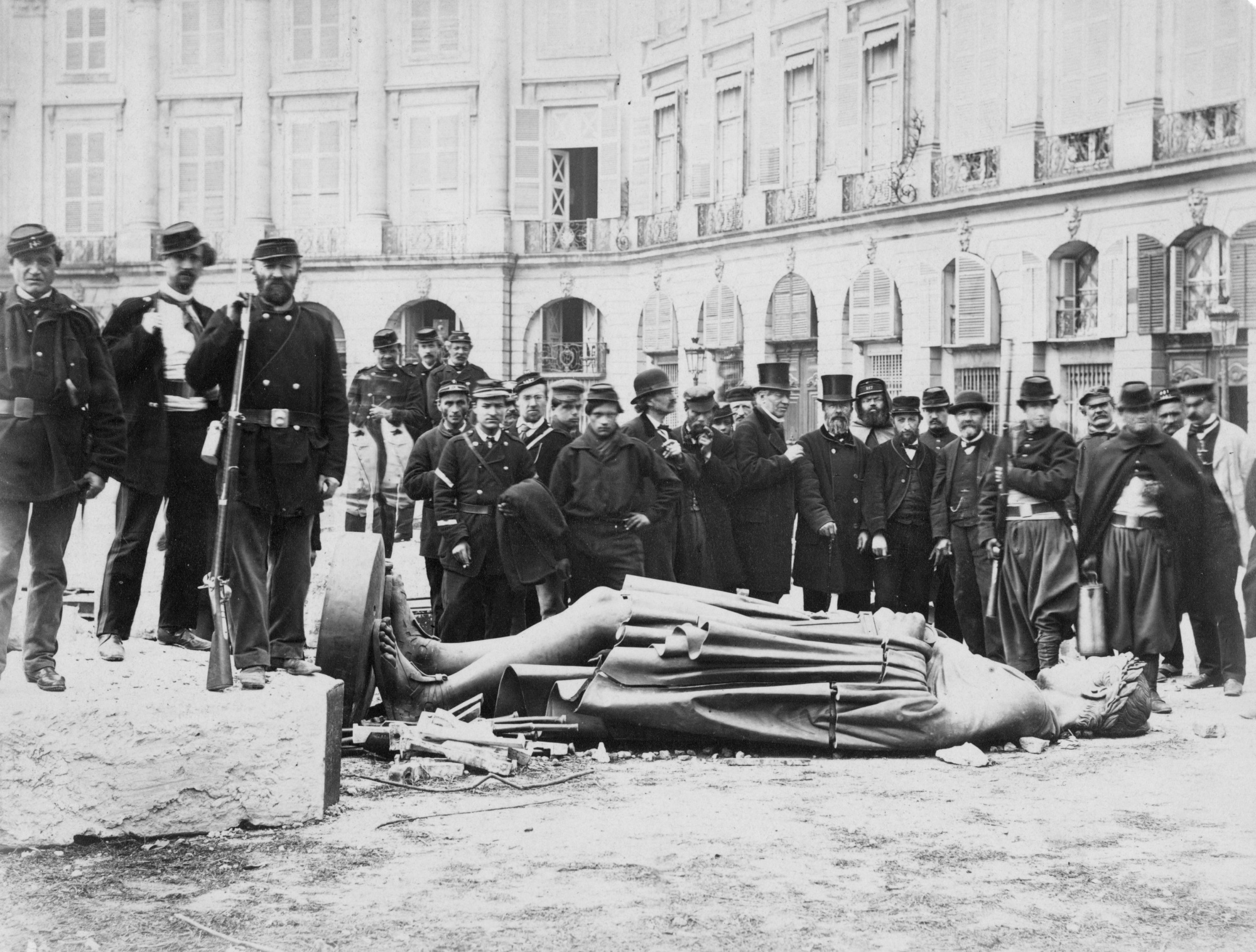
La statua di Napoleone a terra nel 1871

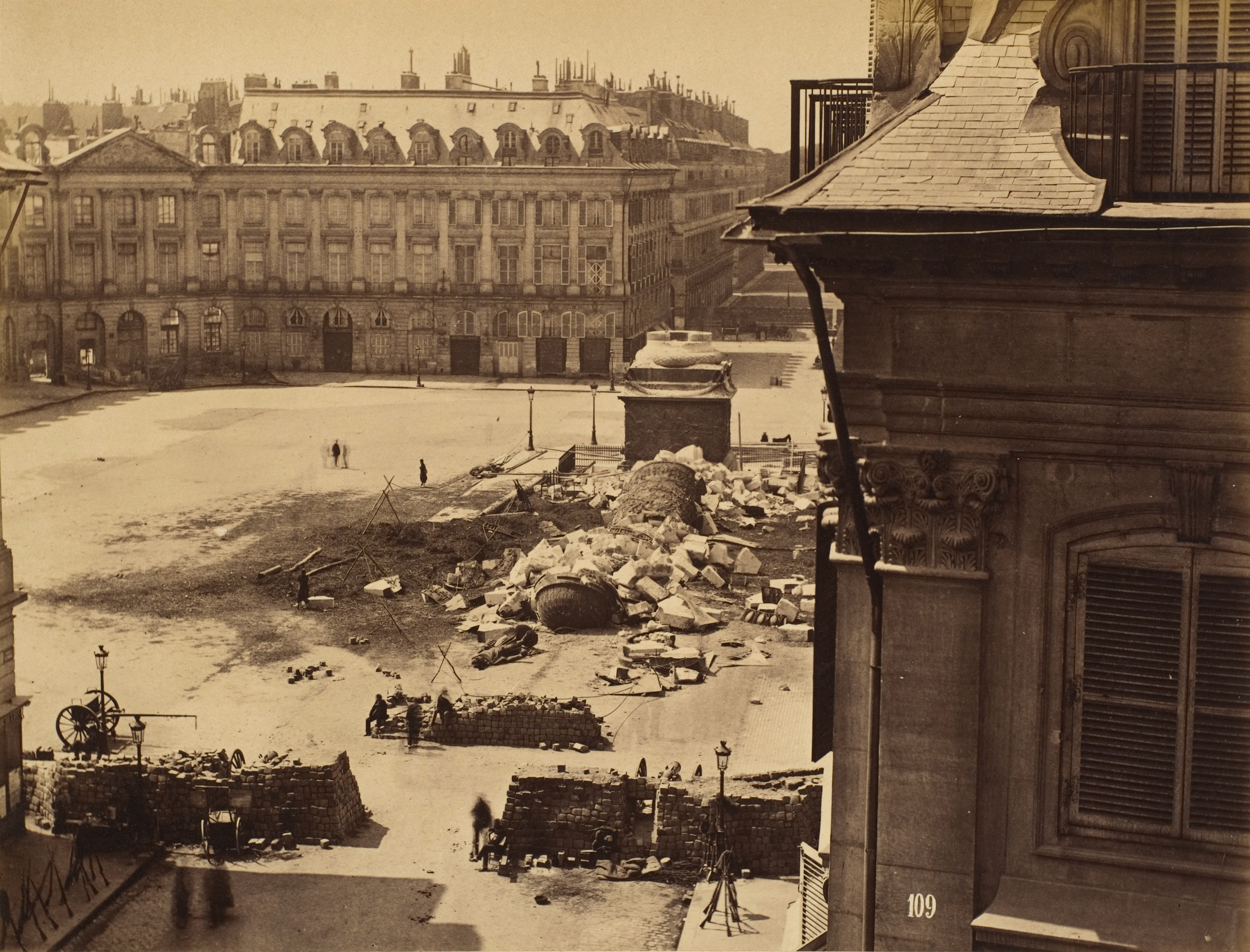
La colonna abbattuta, fotografata da Franck

L'episodio più drammatico accade nel 1871, all'epoca dell'insurrezione della Comune di Parigi. È il pittore Gustave Courbet che per primo indirizza una petizione al governo di Difesa nazionale il 14 settembre 1870 chiedendo «di demolire la colonna, o che egli stesso voglia prenderne l'iniziativa, dando l'incarico all'amministrazione del Museo dell'artiglieria, e facendo trasportare i materiali all'Hôtel des Monnaies». Aveva l'intenzione di farla ricostruire agli Invalides. Ma l'insurrezione della Comune di Parigi prende il potere e questa volta gli obiettivi sono altri:
«La Comune di Parigi considera che la colonna imperiale della place Vendôme sia un monumento di barbarie, un simbolo di forza bruta e di falsa gloria, una affermazione di militarismo, una negazione del diritto internazionale, un insulto permanente dei vincitori ai vinti, un attentato continuo ad uno dei tre grandi principi della Repubblica: la fratellanza!».
Courbet, trascinato nella bufera, non può riformare la propria decisione e, un po' suo malgrado, porterà storicamente la responsabilità della distruzione della colonna. Il 16 maggio 1871, la colonna viene abbattuta davanti ad una folla in festa. Dopo la caduta della Comune, le lastre di bronzo vengono recuperate e la colonna è ricostruita come la si vede oggi. Courbet è condannato a pagare i costi di ricostruzione ma muore prima della scadenza della prima rata.